# 圣胡安卡皮斯特拉诺传教站圣殿
圣胡安卡皮斯特拉诺传教站圣殿（英語：Mission Basilica San Juan Capistrano）是天主教橙县教区的一个堂区，位于美国加利福尼亚州圣胡安卡皮斯特拉诺，圣胡安卡皮斯特拉诺传教站的西北方向。该堂于 1986 年完工，2000 年升格为乙级宗座圣殿 ，2003 年列为国家朝圣地。
堂区支持了多项事工。